# Павлова, Мария Васильевна
Мария Васильевна Павлова (15 [27] июня 1854, Козелец, Черниговская губерния — 23 декабря 1938, Москва) — русский и советский учёный-палеонтолог, академик ВУАН (1921), Заслуженный деятель науки РСФСР (1928), почётный член АН СССР (1930).

## Биография
Родилась 15 (27) июня 1854 года в городе Козелец (Черниговская губерния, Российская империя), в семье земского врача, выпускника Московского университета, В. С. Гортынского.
В 1870 году получила среднее образование в Киевском институте благородных девиц. Начала давать частные уроки детям.
В 1871 году вышла замуж за земского врача Н. Н. Иллич-Шишацкого, и переехала с ним в Астрахань. В 1880 году муж скончался от брюшного тифа.
В 1884 году поступила в Сорбонну, изучала коллекции в Музее естественной истории Парижа, под руководством А. Годри. Познакомилась в Париже со своим вторым мужем, приехавшим в научную командировку из Москвы, магистром геологии Алексеем Петровичем Павловым. Свадьба состоялась 26 мая 1886 года. После успешной сдачи экзаменов вернулась в город Чернигов, а в начале 1886 года по приглашению А. П. Павлова переехала в Москву, стала работать в геологическом музее Московского университета. Также она работала на Лубянских женских курсах.
В 1887 году опубликовала статью по эволюции ископаемых копытных млекопитающих. Эта работа Павловой стала первым выпуском серии «Этюды по палеонтологической истории копытных», которая продолжалась на протяжении 20 лет.
С 1911 года М. В. Павлова состояла профессором Народного городского университета им. Шанявского. Её лекции стали посещать даже студенты Московского университета. В 1916 году профессорам университета удалось добиться присвоения М. В. Павловой учёной степени доктора зоологии.
С 1919 по 1930 годы преподавала в Московском университете, став первой женщиной-профессором; она организовала и возглавила в нём кафедру палеонтологии. Университетские лекции Павловой легли в основу опубликованного ею в 1928—1929 гг. двухтомного курса «Палеозоология».
В 1922 году Павлова описала вид вымершего родственника современных носорогов Indricotherium transouralicum, который позднее стал известен как Paraceratherium transouralicum.
Основные труды по истории копытных и хоботных, главным образом лошадей и слонов. Исследования Павловой ископаемых позвоночных — прямое продолжение работ В. О. Ковалевского. Описала многочисленные остатки ископаемых млекопитающих, собранные на территории СССР.
Совместно с мужем академиком А. П. Павловым создала при Московском университете учебный геологический музей с большим палеонтологическим отделом, в котором работала с 1885 по 1935 годы (ныне Государственный геологический музей им. В. И. Вернадского РАН).

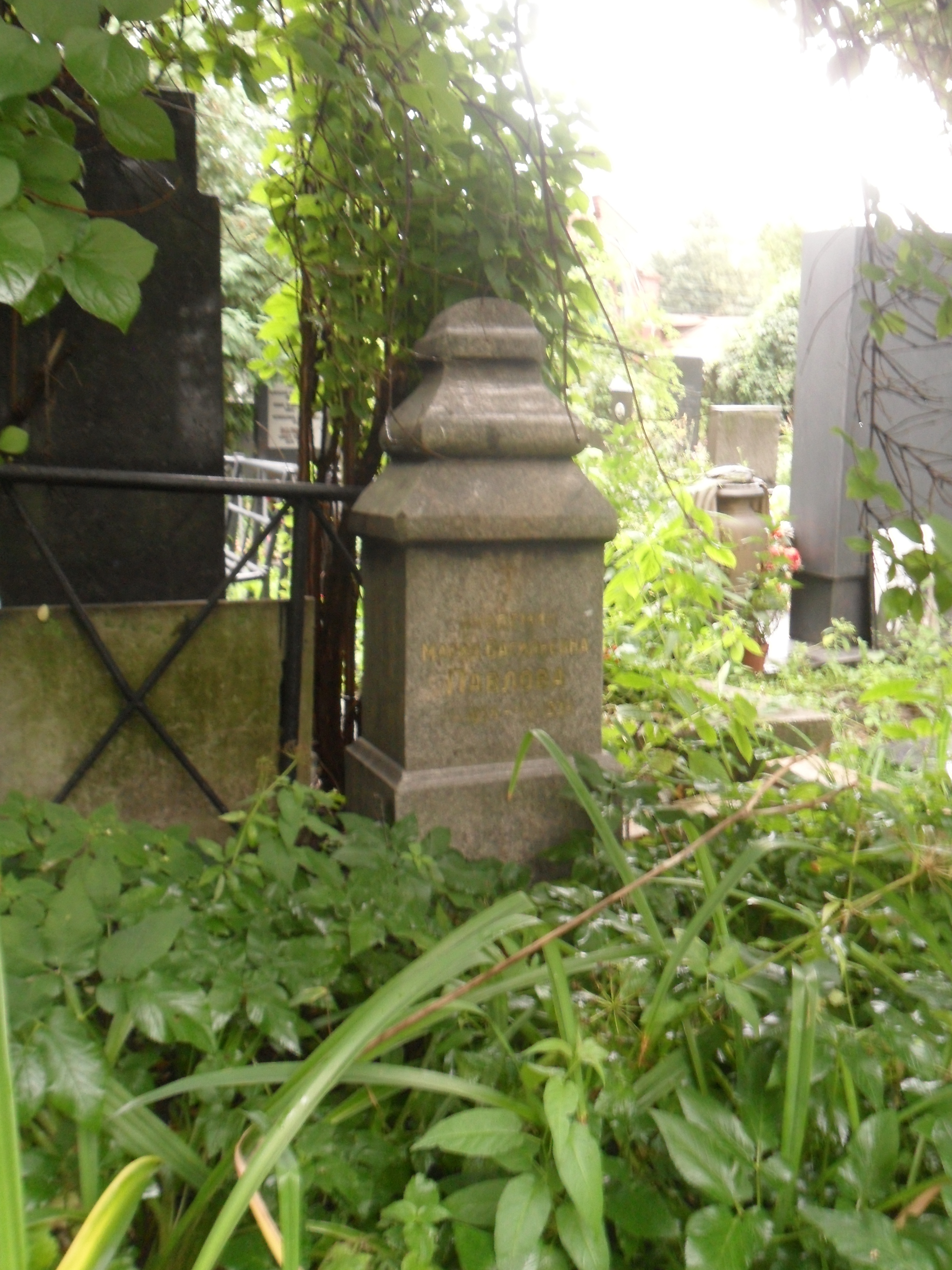
Могила М. В. Павловой на Новодевичьем кладбище.

Скончалась 23 декабря 1938 года, похоронена в Москве на Новодевичьем кладбище, участок 1, ряд № 33.

## Семья
1. Муж (с 1871) — Иллич-Шишацкий Н. Н. (18??-1880), врач[уточнить].
2. Муж (с 1886) — Павлов, Алексей Петрович (1854—1929), геолог, профессор, академик.

## Награды и премии
С 1928 года М. В. Павлова — Заслуженный деятель науки РСФСР.
Французское геологическое общество присудило супругам Павловым высшую награду — золотую медаль имени Годри (1926).
Учитывая значение трудов Марии Васильевны для развития мировой науки, АН СССР избрала её своим почётным членом (1930).

## Членство в организациях
- 1888 — Московское общество испытателей природы (МОИП).

## Память
В честь неё были названы:
- Геолого-палеонтологический музей имени А. П. и М. В. Павловых в МГУ, затем МГРИ.
- Actinostromaria pavlovi Yavorsky, 1947 (nom correct. Actinostromaria pavlovae) — ископаемый вид строматопорат (Stromatoporoidea, губки) из юрских отложений Крыма[8].

## Основные публикации
- Причины вымирания животных в прошедшие геологические эпохи… — М. — П., 1924 (научно-популярная книга).
- Палеозоология, ч. 1—2. — М. — Л., 1927—1929. (на основе лекций, прочитанных в университете).

Павлова является также переводчиком популярных работ «Вымершие чудовища» Гетчинсона (1899) и «Корни животного царства» Неймайра (1897).